# Luang Prabang

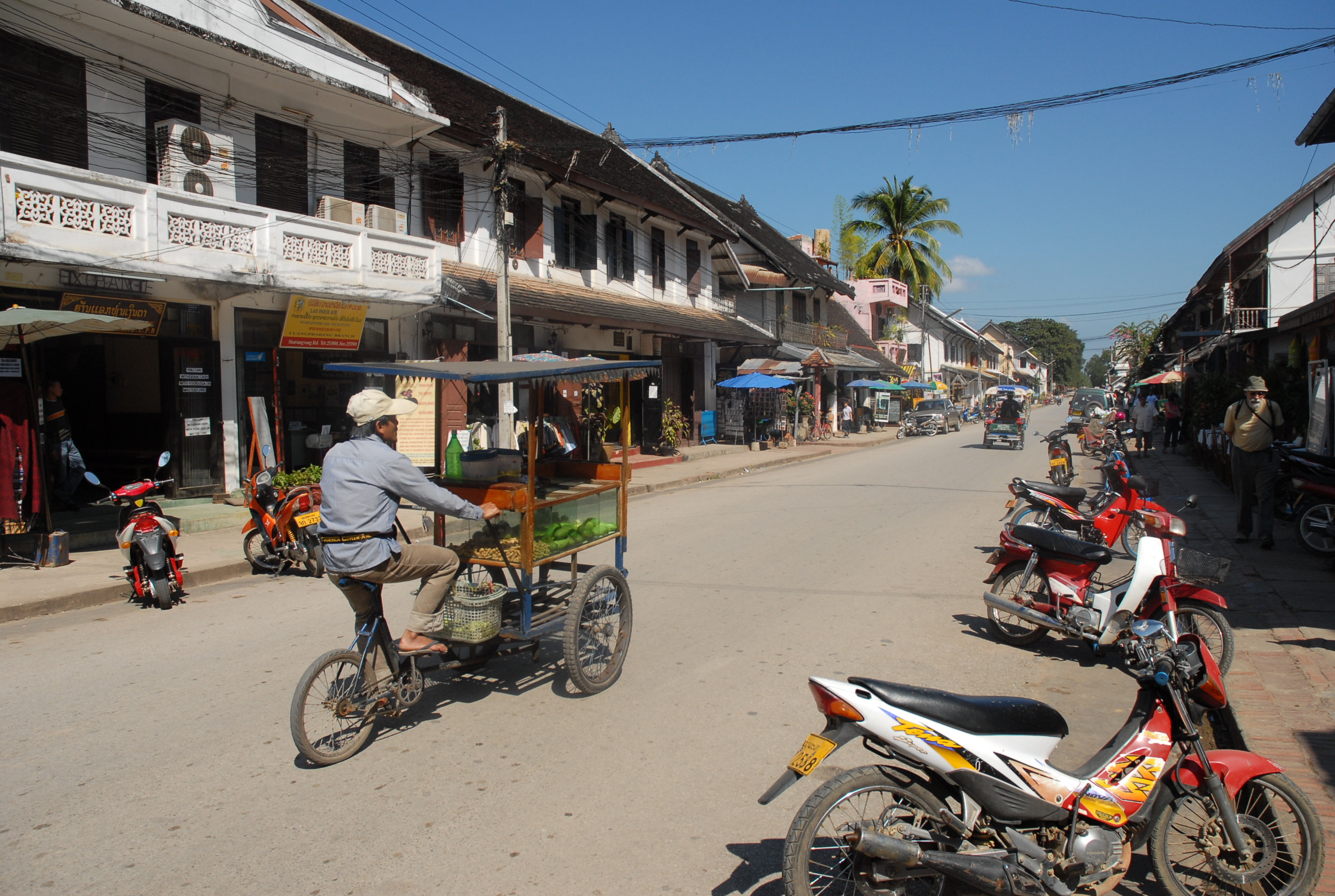
Un carrer de Luang Prabang

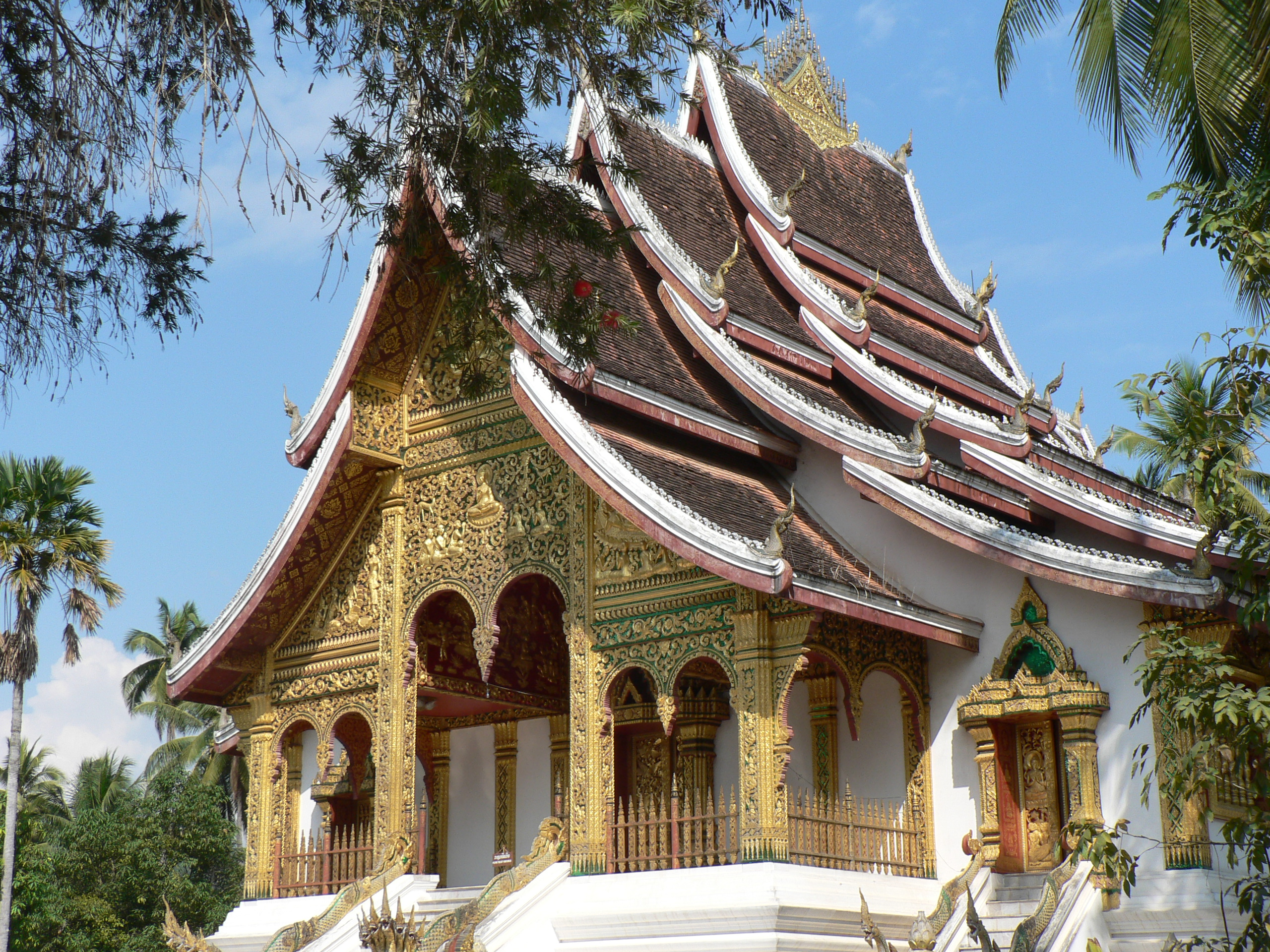
Temple budista característic de Luang Prabang

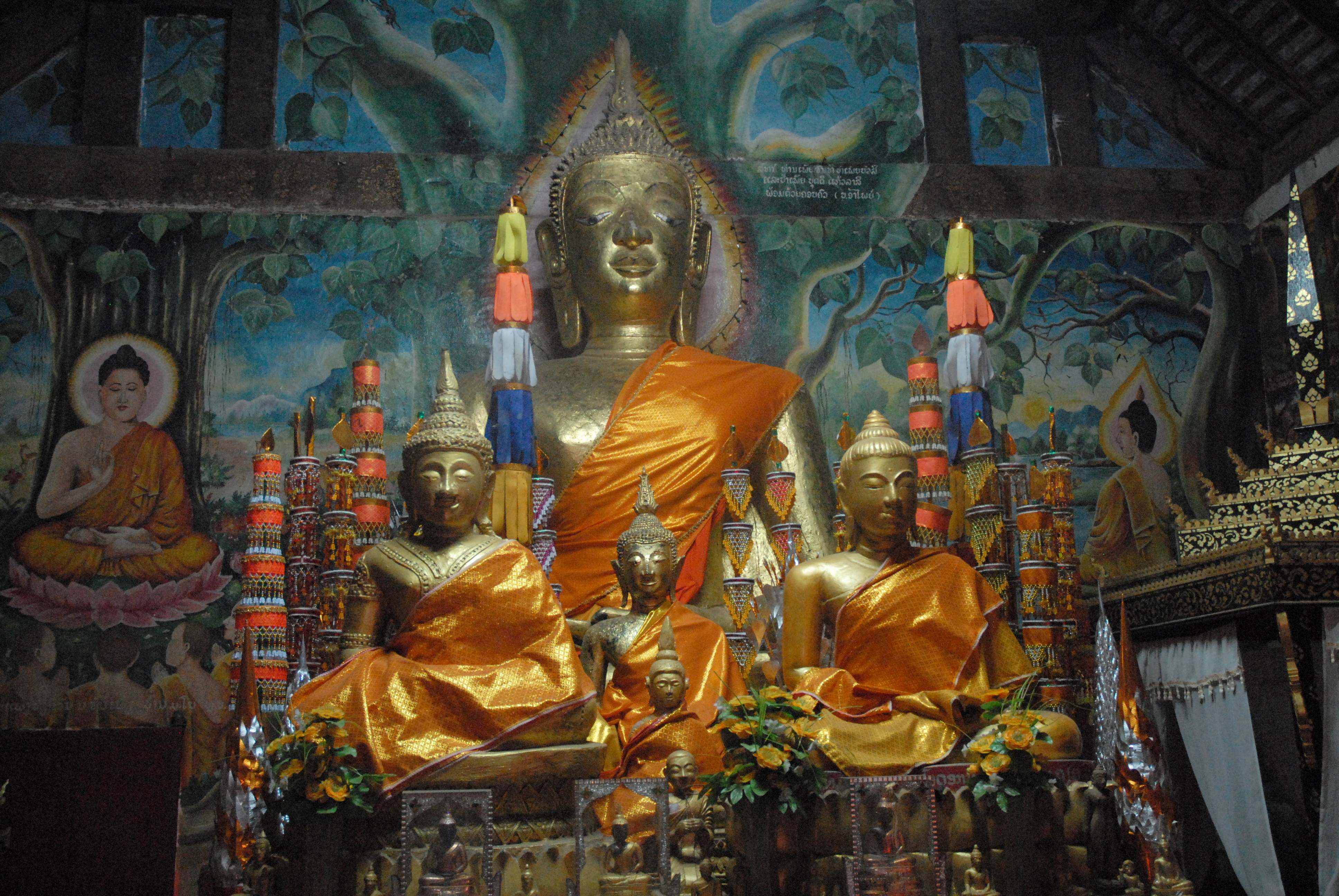
Estàtua de Buda i un temple de la ciutat

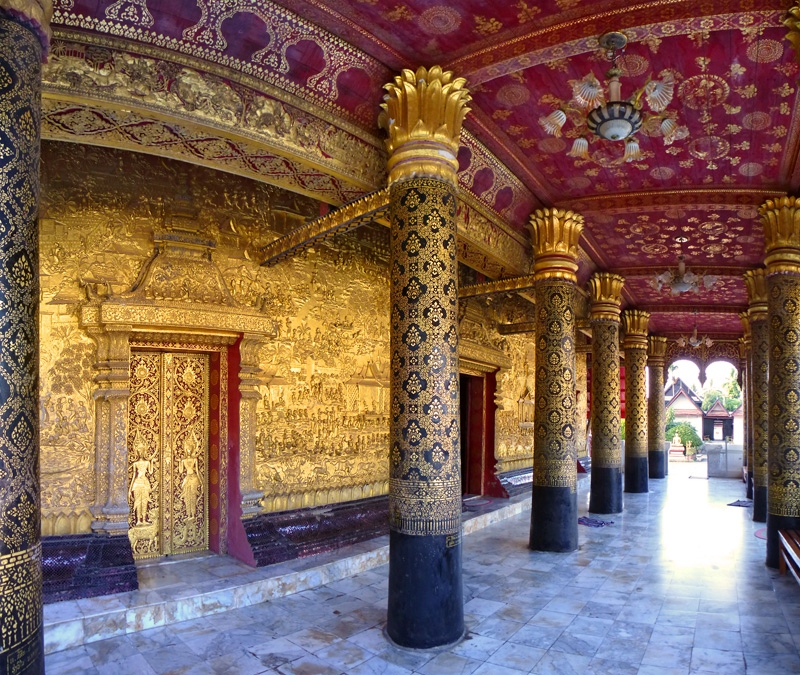
Entrada del temple Wat Mai

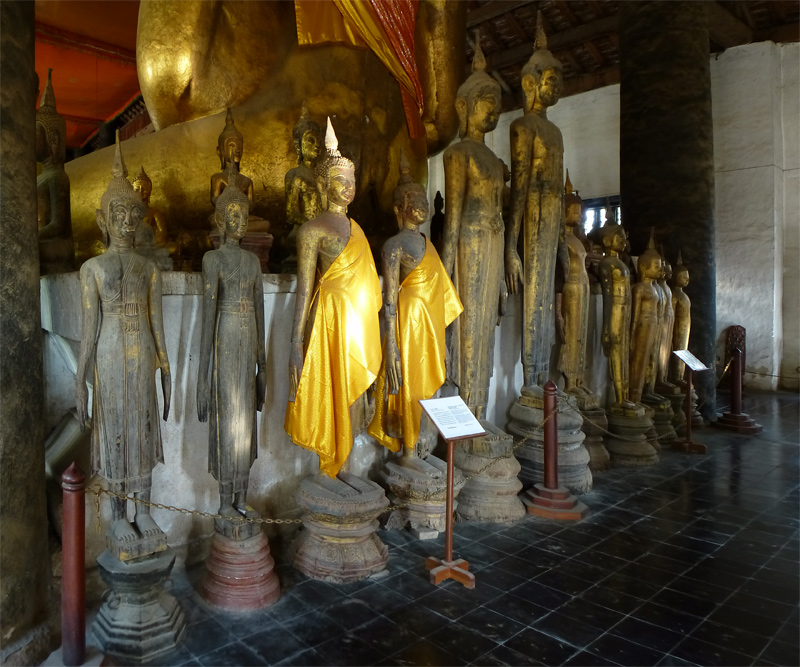
Estàtues de Buda al temple Wat Visoun

Luang Prabrang és una ciutat de Laos, capital i ciutat més gran de la província homònima. És famosa pels seus temples d'origen budista, antigament capital del Regne de Lang Xang. És la tercera ciutat de Laos, després de la capital Vientiane, i Savannakhet, quant a població. La ciutat és el principal centre religiós, espiritual i turístic de l'estat. Té 77.000 habitants, la majoria practica el budisme, a la ciutat es troben més de 50 temples, que són mescla de l'arquitectura budista i el colonialisme francès, i dels quals es diu que són els més bells temples del sud-est d'Àsia. L'any 1995 la Unesco nomenà la ciutat com el primer Patrimoni de la Humanitat de Laos. Luang Prabang va ser la primera capital de l'estat a ostentar el títol fins a la caiguda del Regne de Laos l'any 1975. Té un aeroport internacional. Es troba al nord de l'estat, envoltada de muntanyes i dels rius Mekong i Nam Khane.

## Nom i localització
Luang Prabang, també coneguda com a Louangphrabang, és una ciutat de Laos, situada a 425 quilòmetres al nord de la capital Vientiane; és un port fluvial del riu Mekong i capital de la província homònima. Té aproximadament 77.000 habitants. La ciutat es va convertir en la primera capital a partir del segle xiii.
El seu nom prové d'una estàtua d'or que representa a Buda, que el rei va rebre com a regal de part del monarca khmer, anomenada Pha Bang, que va derivar a Prabang, i Luang, significa «gran» o «reial».
La ciutat se situa al centre-nord de Laos, en una regió molt muntanyenca, i envoltada del riu Mekong i del Nam Khane. La muntanya sagrada Phousi és la més gran, propera a la ciutat.

## Geografia i vista de la ciutat
La ciutat de Luang Prabang està envoltada de zones boscoses, ja que més del 50% del territori de Laos està format per boscos; l'àrea on es localitza la ciutat és tropical, hi ha molta humitat, proporcionada pels rius que l'envolten.
El nucli urbà és regit pels principis religiosos budistes. Els comerços, habitatges i alguns temples estan alineats a la riba del riu Mekong. A la ciutat es troba una petita muralla que marca el límit de l'antiga ciutat, és a dir, l'antiga capital reial de Laos. El principal element essencial de la ciutat són els temples budistes, biblioteques antigues, monestirs, capelles i santuaris. L'arquitectura domèstica sempre ha estat la fusta, al costat del maó usat en època colonial, que donen a la ciutat un aspecte molt cultural i religiós.

## Història i cultura

### Història
Segons algunes escriptures, la fundació de Luang Prabang data des de l'any 698, pel príncep tai Khun Lo, sota el nom de Muang Sua. La ciutat començà a poblar-se de monjos budistes, de la branca therevada. Amb el pas del temps, el poble va prendre certa importància a la regió quant a religió. No obstant això, el procés de creixement de la ciutat va ser molt lent.
Quan Fa Ngum, el príncep Lao, es casà amb la filla del rei khmer d'Angkor, Jayavarman Paramesvara, a mitjan segle xiv, fundaren el regne independent de Lan Xang, «el Regne del milió d'elefants»; Muang Sua, avui Luang Prabang, es convertí en la capital. Al segle XVI el Regne de Lan Xang va aconseguir la seva màxima expansió, en guanyar la corona de Chiang Mai. No obstant això, després d'una amenaça d'intervenció birmana en el regne, el rei Setthathirath trasllada la capital d'"el Regne del milió d'elefants" a la ciutat de Vientiane. La ciutat pren el nom actual «Luang Prabang». És aquí on comença a ser més important, ja que a pesar que deixà de ser la capital del Regne de Lan Xang, esdevingué el principal centre religiós de la zona, a més de ser el principal punt econòmic del regne.
L'any 1700, un nebot del rei Souligna Vongsa accedí al tron del regne, gràcies a l'ajuda vietnamita. Després de no tolerar el mandat vietnamita, l'any 1707, Laos es dividí en els regnes de Luang Prabang i Vientiane i el principat de Champasak. Luang Prabang es convertí novament en la capital d'una de les divisions de Laos i, com a tal, fou saquejada en tres ocasions, en els anys de 1753, 1774 i 1791. L'any 1778, Siam aconseguí conquistar el Regne de Vientiane i Luang Prabang es va veure forçat a reconèixer la sobirania siamesa. Luang Prabang esdevingué la capital "real" de Laos, després de la seva unificació, ja que la ciutat de Vientiane era la capital administrativa del país, des de 1950 fins a 1975, quan el país es va convertir en república i la ciutat de Vientiane en fou l'única capital. Actualment, Luang Prabang és la capital de la província homònima. Va ser nomenada Patrimoni de la Humanitat per la Unesco l'any 1995.

### Personatges il·lustres
Souvanna Phouma- nasqué a Luang Prabang el 7 d'octubre de 1901; va morir a Vientiane el 10 de gener de 1984. Fou líder de la facció neutralista i primer ministre del Regne de Laos en quatre ocasions (1951 – 1952, 1956 – 1958, 1960 i 1962 – 1975).
Va néixer dins de la família virreinal de Luang Prabang, fill del príncep Bounjong i nebot del rei de Laos Sisavang Vong.
Juntament amb el seu germà, el príncep Phetsarath Rattanavongsa i el seu germanastre, el príncep Souphanouvong, es van involucrar en la política del regne al final de la Segona Guerra mundial, al mateix temps que va ser establert Lao Issara, amb la finalitat de contrarestar l'ocupació francesa.
Souphanouvong o Sufanuvong- va néixer a Luang Prabang el 13 de juliol de 1909, va morir a Vientiane, el 9 de gener de 1995. Fou un polític laosià; un dels «tres prínceps» (juntament amb els seus germanastres, el príncep Souvanna Phouma i el príncep Boun Oum de Champasak), que van representar respectivament les faccions polítiques comunista (provietnamita), neutralista i realista de Laos; i primer president de Laos des de desembre de 1975 fins a agost de 1991.

### Cultura
Principalment la vida dels habitants de Luang Prabang, com la majoria dels habitants de Laos, està regida pels principis de la religió budista.
Luang Prabang és coneguda com la "ciutat dels mil temples", ja que té gran quantitat d'exemples d'art i arquitectura budista, igual que la capital laosiana, Vientiane.
El palau del Rei i el sepulcre de That Luang són els edificis més interessants i emblemàtics de Laos. L'idioma lao és la llengua més parlada a la ciutat. Els residents de Luang Prabang usen cinc tons: mitjà descendent ascendent, baix ascendent, mitjà, alt descendent i mig ascendent.

## Turisme
Luang Prabang deixà de ser la capital de Laos l'any 1545, quan es traslladà la capital a Vientiane; no obstant això, la ciutat continuà sent el principal centre religiós i espiritual del país.
Luang Prabang és el principal centre turístic de Laos: els carrers colonials, els edificis de model francès, barrejats amb més de 50 temples budistes, són el principal panorama de la ciutat. El temple considerat més bonic de Luang Prabang és Vat Xiengthong. Fou construït l'any 1560 i està situat a l'extrem de la península que forma la confluència dels rius Mekong i Nam Khan.
El temple més antic en fou construït l'any 1513, i és anomenat Vat Visounarath. A 30 km de Luang Prabang es troben les cascades de Kuangsi.

### Edificis i monuments

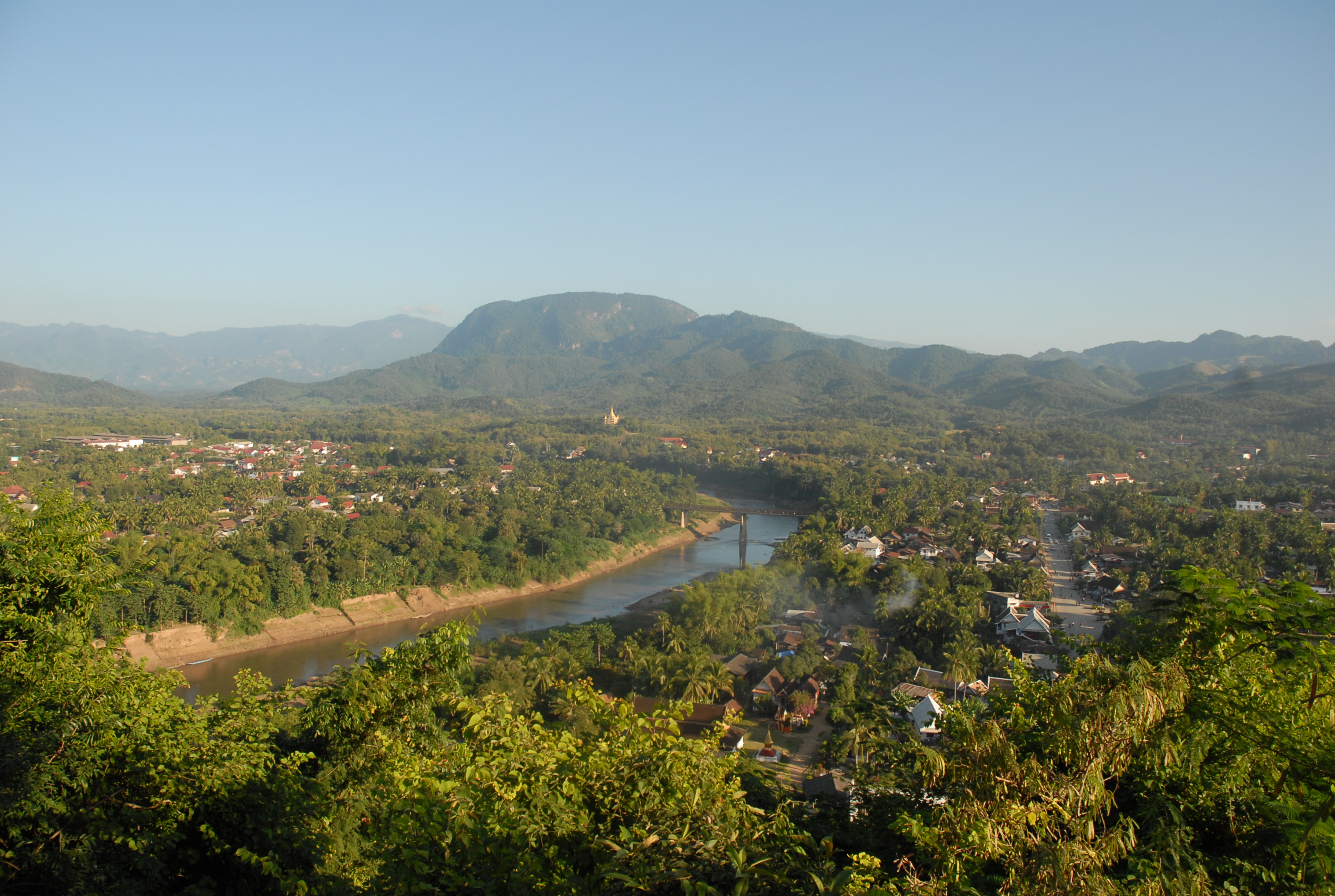
El riu Nam Khan al seu pas per Luang Prabang

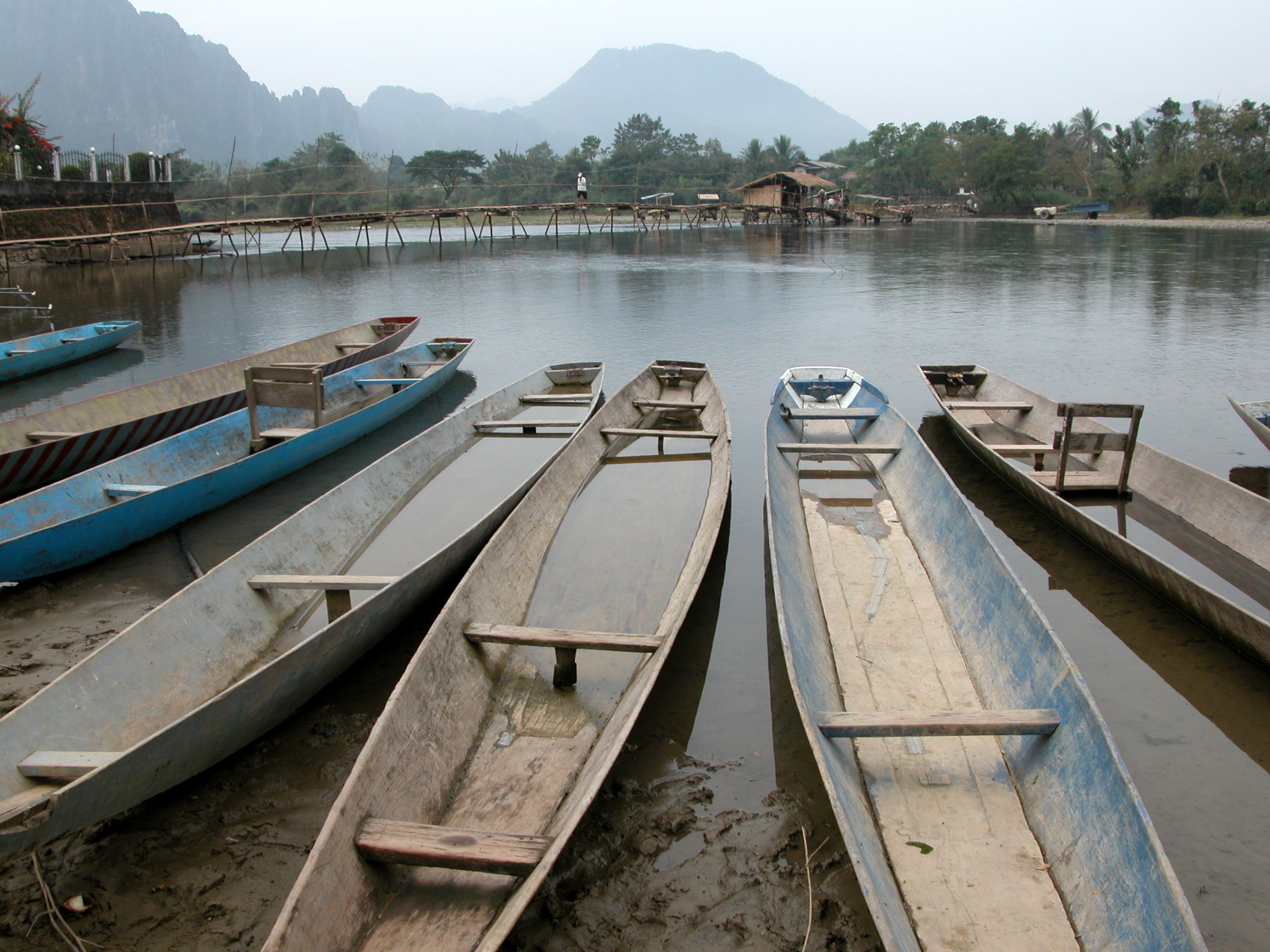
Port fluvial del riu Mekong

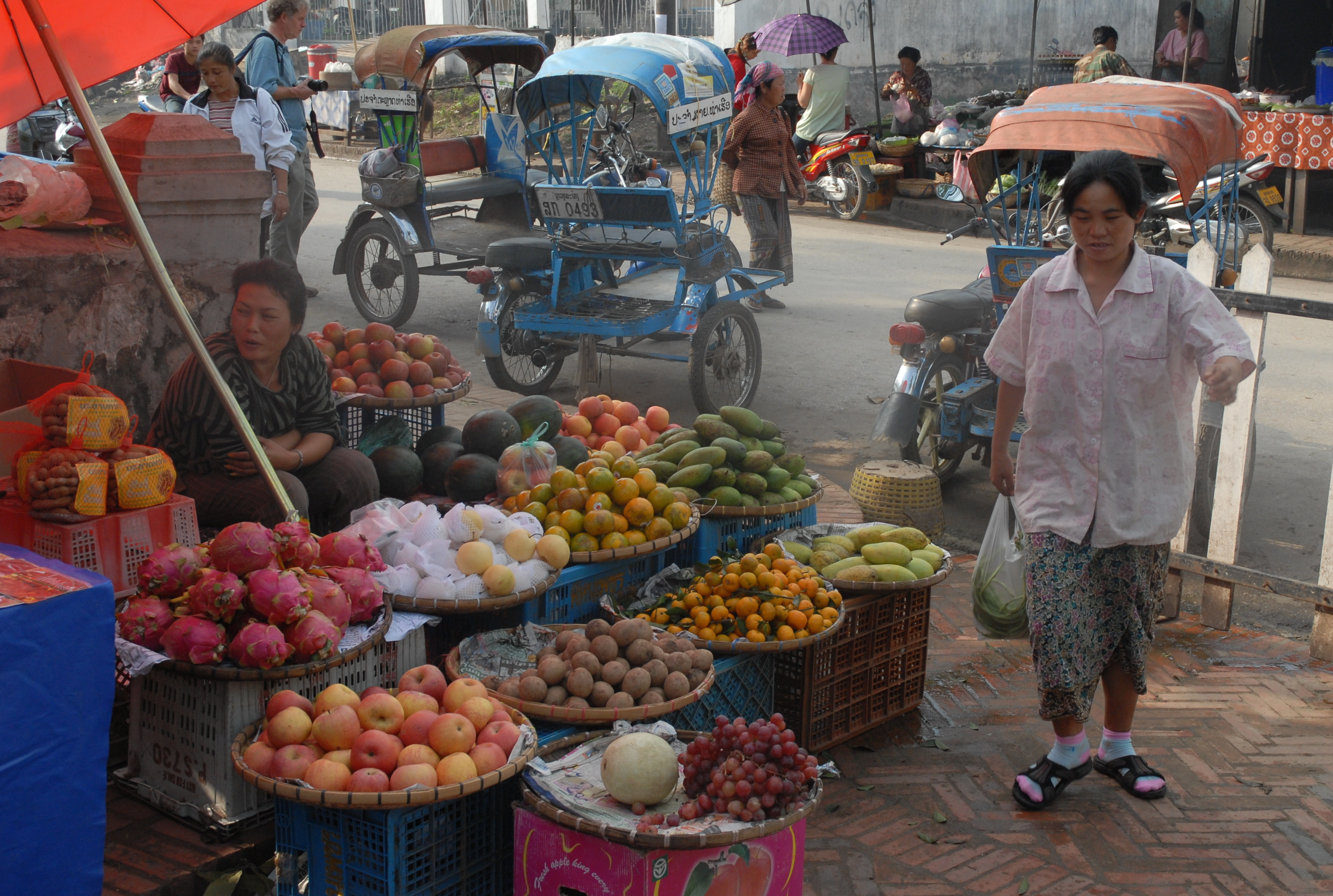
Comerç de Luang Prabang

Els temples de la ciutat de Luang Prabang són considerats els més bells del sud-est asiàtic; en l'actualitat se'n conserven aproximadament 50, dels quals destaquen per ser els més emblemàtics:
Temple Wat Xieng Thong fou construït durant el segle XVI pel rei Saysethathirath; és un gran exemple d'arquitectura budista i, potser, el temple més interessant de tota la ciutat. Al temple hi ha façanes daurades, teulada triplement solapada, murals de colors i mosaics de cristalls; és considerat un dels més bells temples de tot el continent asiàtic. Antigament, era usat per a cerimònies reials i s'hi troben els ossos del rei Sisavangvong.
Museu Nacional antigament era el palau Reial. Fou construït entre 1904 i 1909, pel rei Sisavangvong; és l'actual Museu Nacional. Entre els principals atractius de l'edifici, hi ha antics objectes de la família reial, fotografies, bells instruments de música i regals a la nació laosiana fets per altres països. També s'hi troben nombrosos objectes religiosos i emmagatzema la història de Luang Prabang com a capital de Laos.
S'hi pot veure també l'anomenat Pha Bang (d'on prové el nom de la ciutat, Luang Prabang), que és un Buda dempeus, fets de metalls preciosos. També s'hi pot apreciar la sala del Tron reial.
Temple Wat Mai fou construït l'any 1796, seguint el model tradicional laosià. A l'entrada del temple s'aprecien magnífics tallats de fusta i murals de làmines d'or pur. Són principalment famosos els baixos relleus decorats, que expliquen una de les reencarnacions de Buda. Al temple es realitzen cerimònies de purificació, principalment la del Primai Lao el Prabang, en què la imatge sagrada de Buda és transportada des del Museu Nacional fins al temple.
Temple Wat Visoun el rei Visounarath feu construir el temple l'any 1503; el nom del temple és en honor del seu nom. Té una bella i inusual stupa d'estranya forma esfèrica.

## Patrimoni de la Humanitat
Des del 2 de desembre de 1995, la Unesco la va incloure a la seva llista de Patrimoni de la Humanitat, gràcies a la conservació d'una mescla tradicional laosiana i d'arquitectura colonial francesa. A la ciutat es troben més de 50 temples budistes, alguns construïts abans del colonialisme francès. Aquesta ciutat és un exemple de la fusió d'arquitectura tradicional amb les estructures urbanes creades per les autoritats colonials europees als segles XIX i XX. El seu extraordinari paisatge urbà, molt ben conservat, il·lustra una etapa clau de la barreja de dues tradicions culturals diferents.

### Atractius propers
Les coves Pak Ou són a poca distància de Luang Prabang, al riu Mekong. És un santuari subterrani cavat en un enorme precipici, on s'emmagatzemen més de 1.000 estàtues de Buda, que han estat venerades durant segles. A les coves es realitzen processons i peregrinacions durant els grans festivals laosians.
La Cascada Tad Kouang Si està situada a 30 km de Luang Prabang. Es caracteritza per la seva bella natura, animals i flors, sense oblidar l'ambient tranquil de tot el país.
El temple o Wat That Chomsi està situat al cor de Luang Prabang, a la part alta de la muntanya Phou Si; és una bella stupa construïda l'any 1804, durant el regnat d'Anourouth. És un dels principals símbols de transcendència espiritual de Laos. Des de la seva cima es pot contemplar els indrets més emblemàtics de Luang Prabang. Crida l'atenció la vista del Museu Nacional i nombroses teulades de temples budistes, molt característics de la ciutat. També és impressionant veure el sorprenent paisatge muntanyenc de la regió.

## Galeria d'imatges

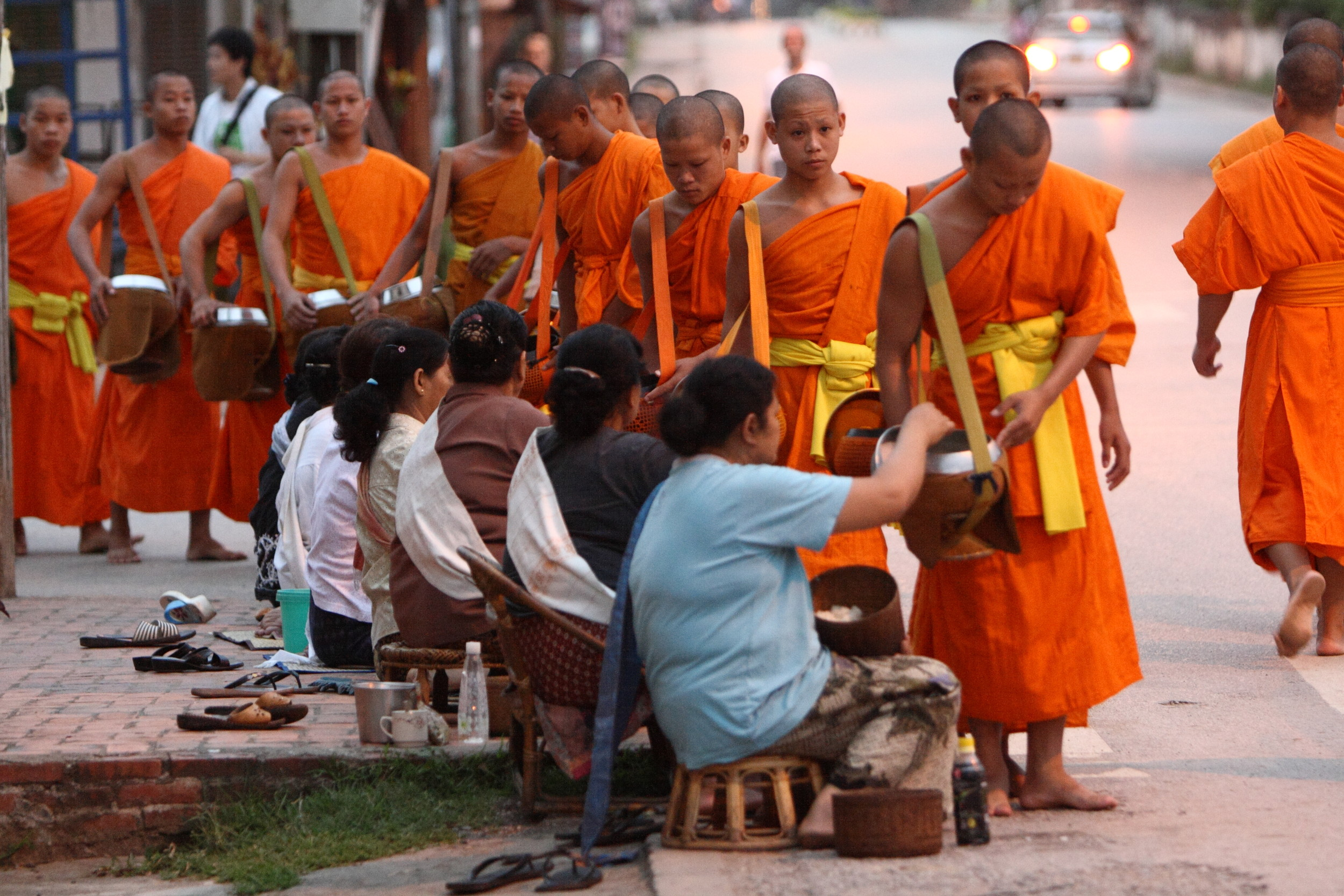
Monjos budistes
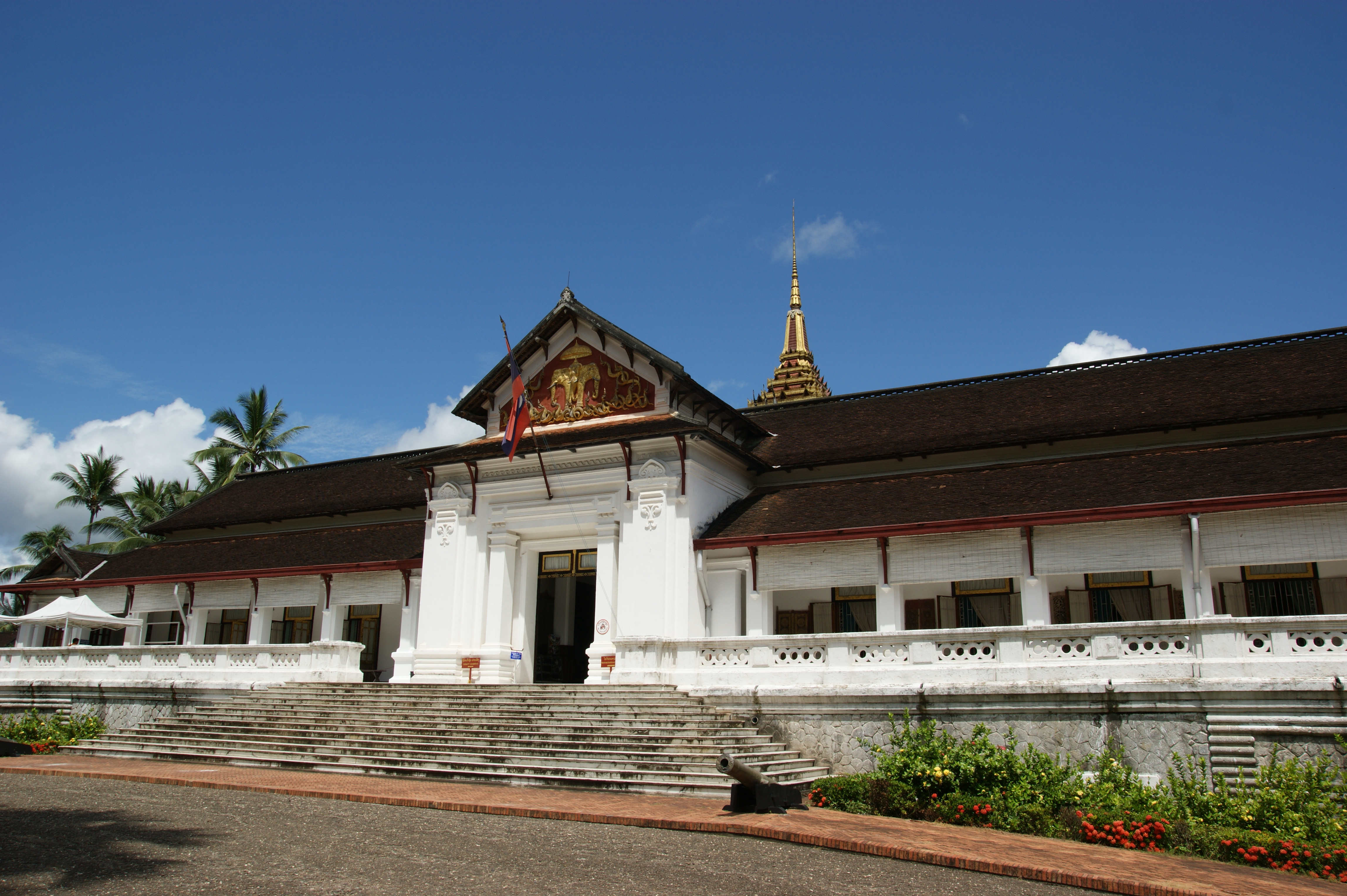
Palau Reial a Luang Prabang
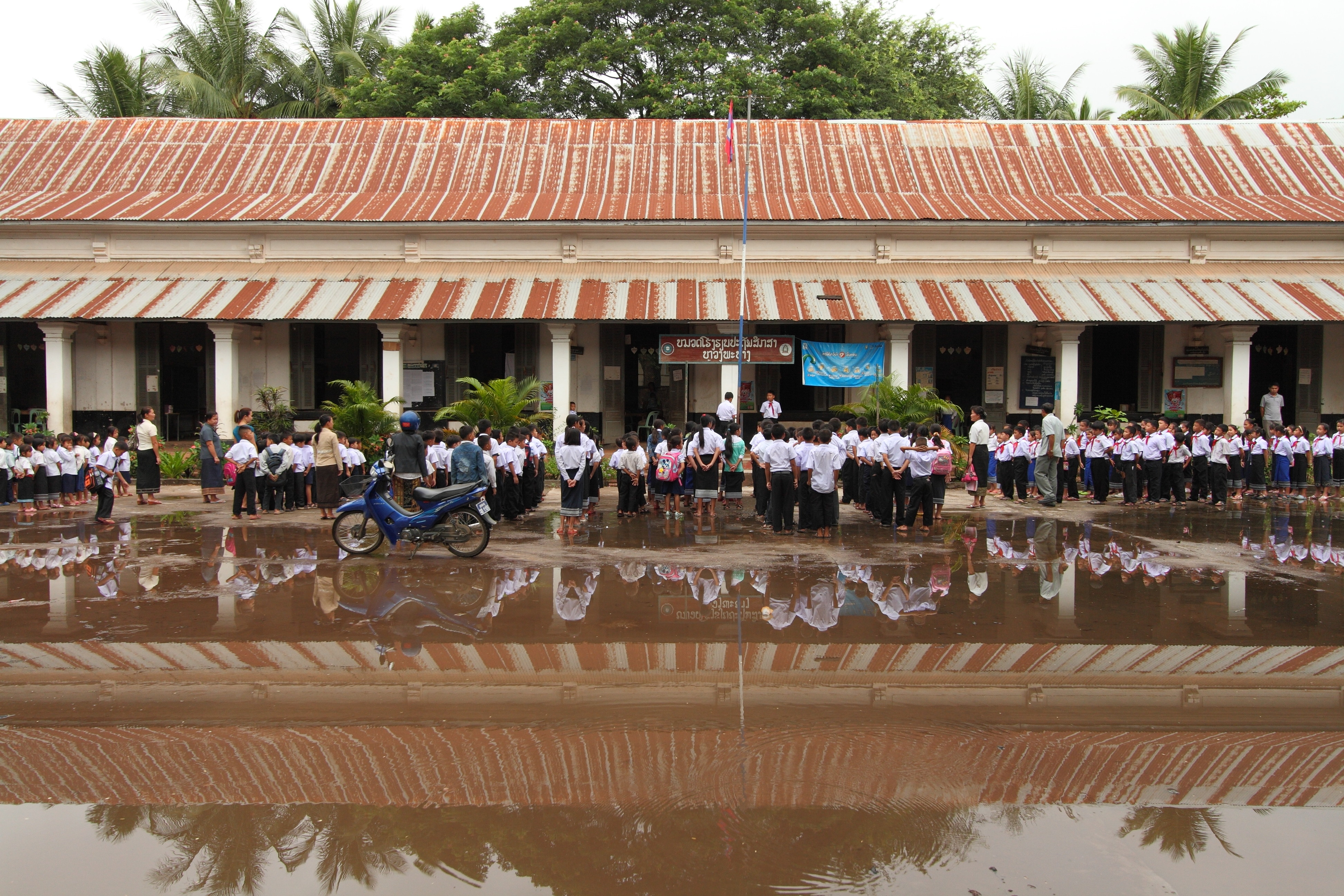
Escola primària a Luang Prabang
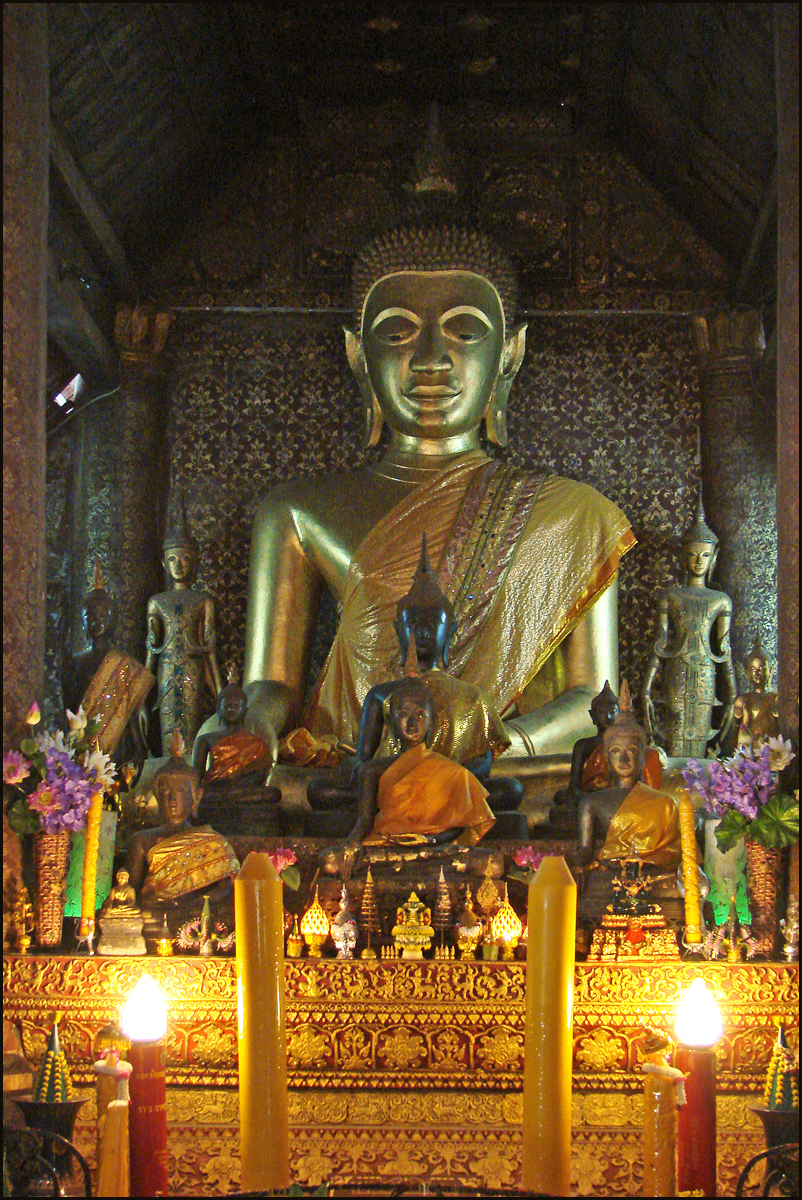
Figura de Vat Xieng Thong
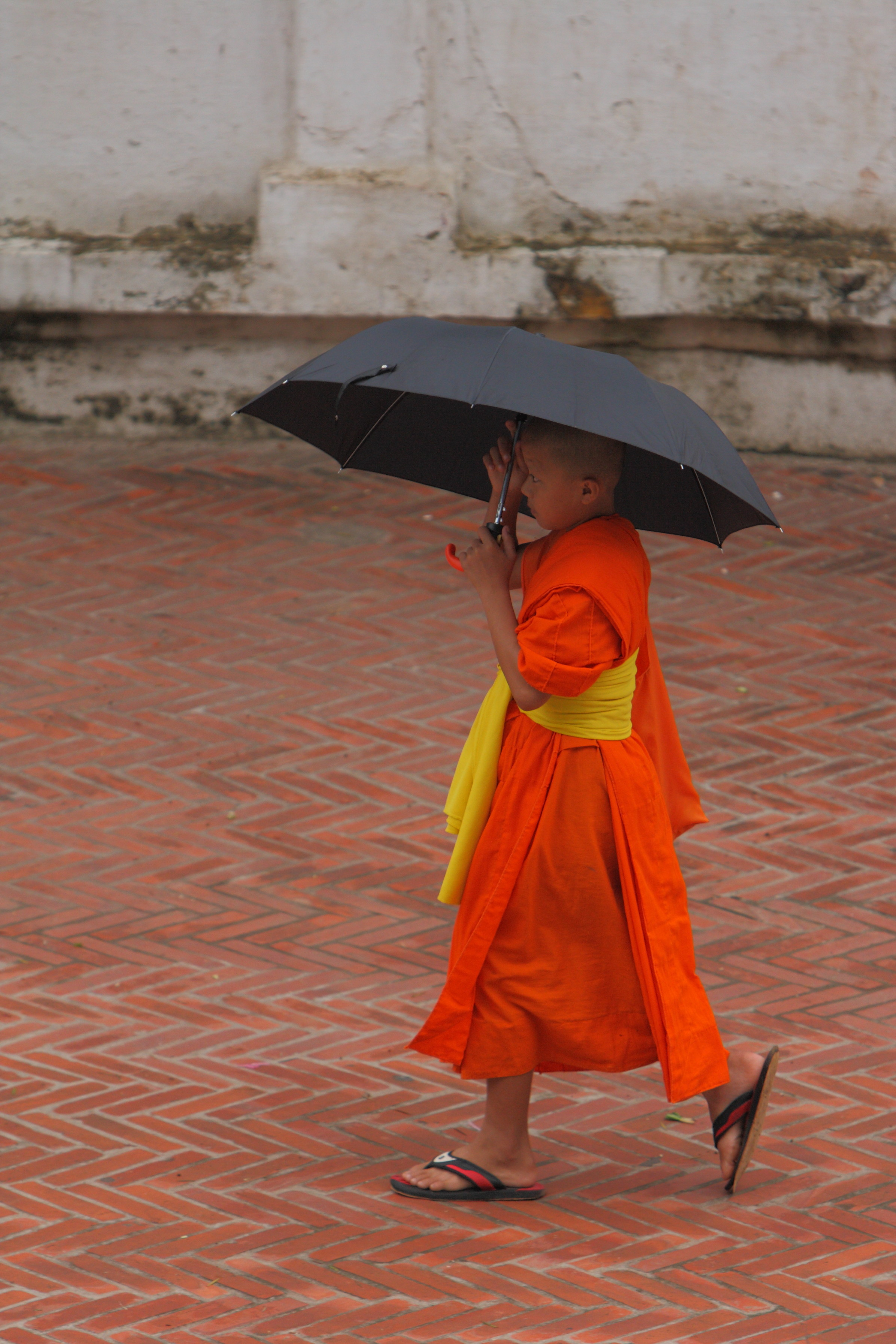
Un monjo jove
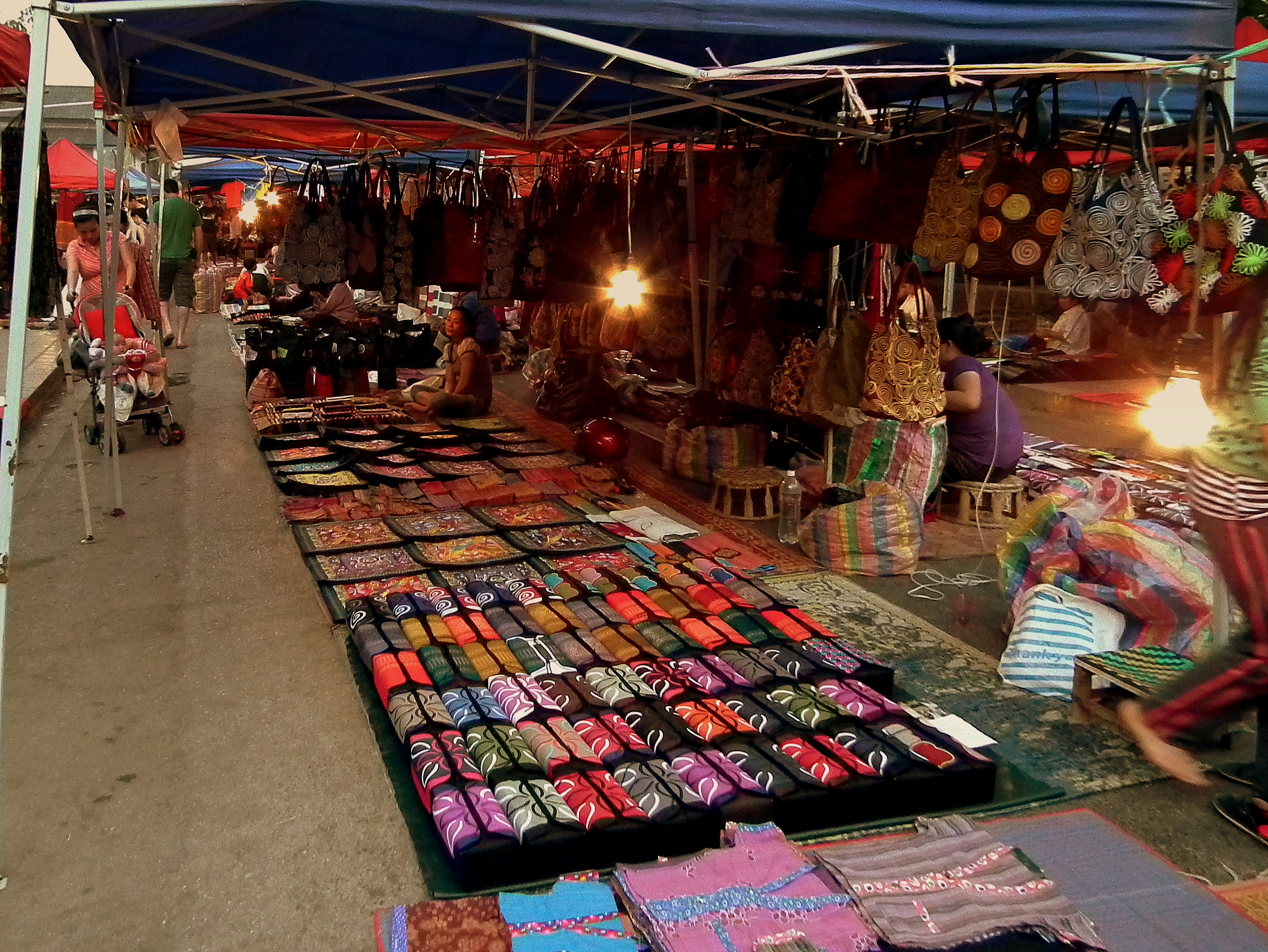
Mercat de nit
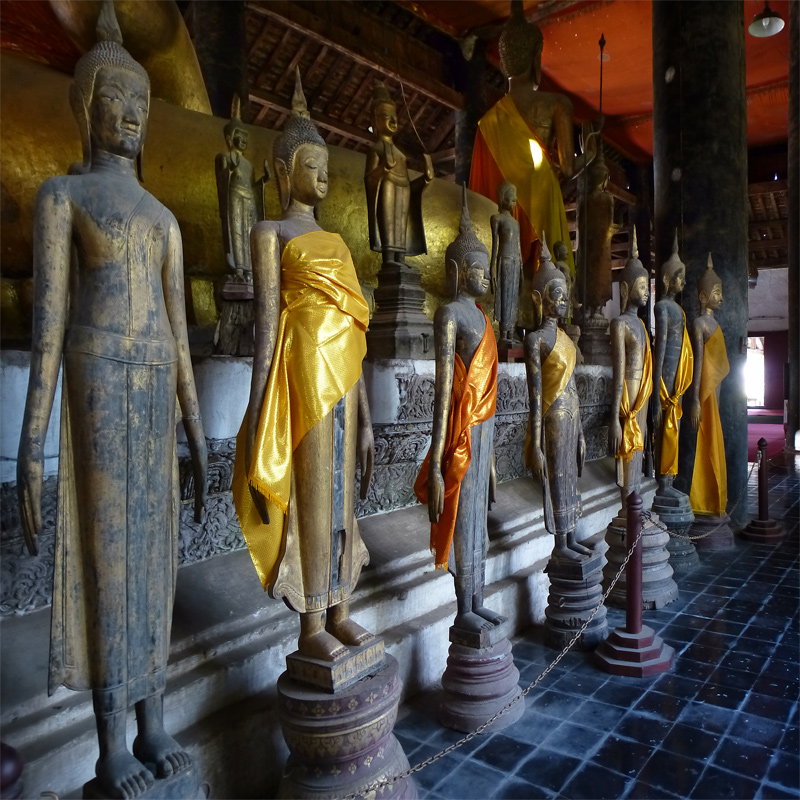
Imatges de Buddha a Vat Visounarath
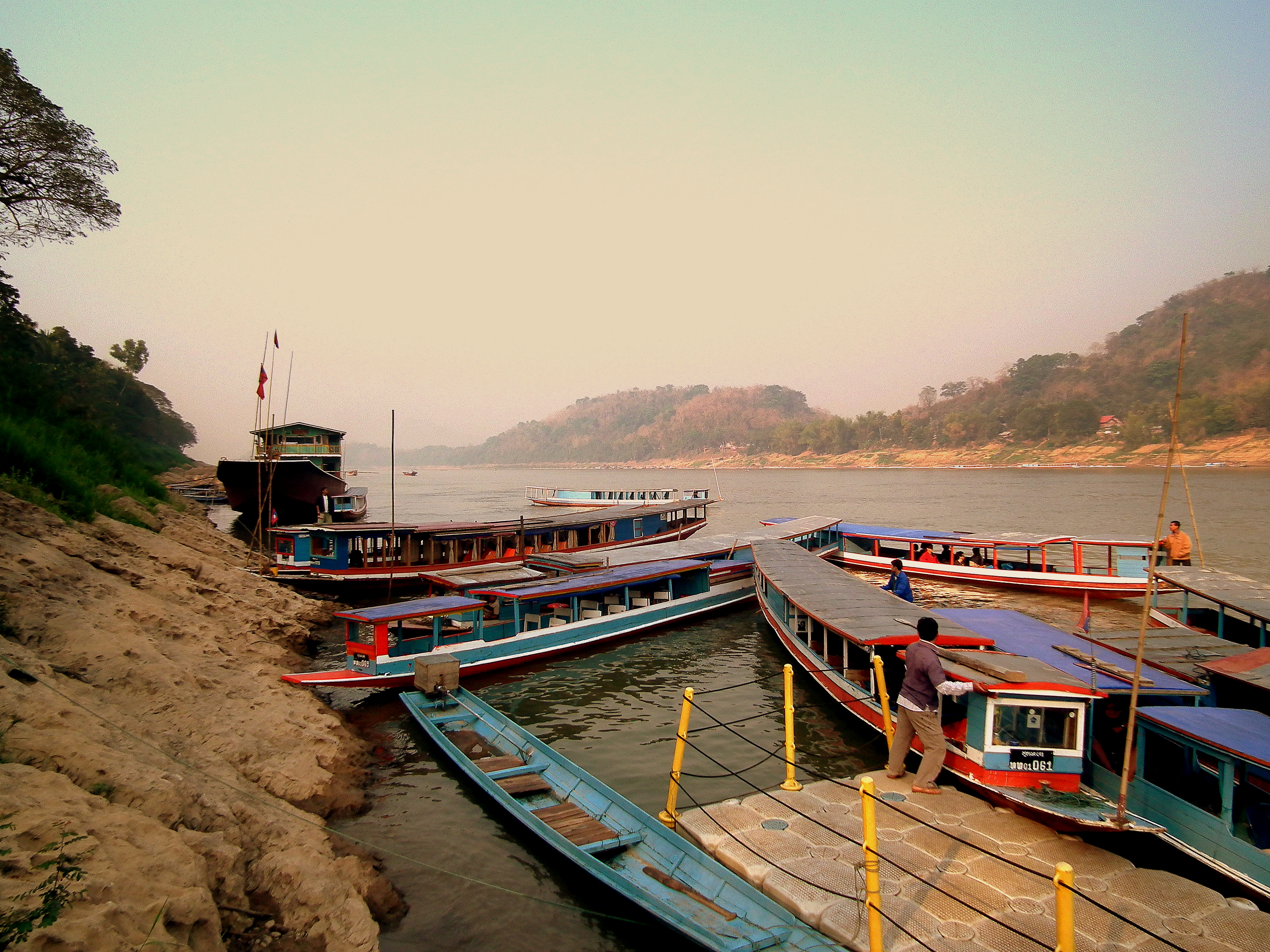
Barques al riu Mekong